# M8 Greyhound
M8 Greyhound är en amerikansk pansarbil som USA använde under andra världskriget.
Fordonstypen var huvudmotståndare till den FN-kontingenten i Kongo 1960–1963. Ett mindre antal erövrade fordon användes av P 6 Kongo i övlt Bengt Fredmans bataljon 1962-1963.
Bilen kom även att användas av Sverige under namnet pansarbil M8 då ett flertal tillfångatogs under Kongokrisen. Några av dessa blev modifierade med svenska kulsprutor model 1936 i dubbel luftvärnslavett.